# Général commandant

Corps de la Bundeswehr, ici un stand KG

Le général commandant (en abréviations KG) est la désignation d'une position militaire dans l'armée de terre et l'armée de l'air pour le chef d'une grande formation à partir du niveau du corps.

## Bundeswehr
Dans la Bundeswehr, un général commandant a généralement le grade de lieutenant général. Pendant la guerre froide, les principales unités au-dessus du corps allemand (1er (de), 2e (de), 3e (de), 4e (de)) et sont dirigées par un général d'un État membre de l'OTAN. Le corps est le dernier niveau de commandement purement national. Aujourd'hui, entre autres, les chefs militaires des autorités supérieures de commandement suivantes portent le titre de général commandant:
- 1er corps germano-néerlandais (de)
- Corps de réaction rapide européen
- Corps multinational nord-est (de)
- Commandement de la Force aérienne (de)
- Leadership opérationnel du commandement multinational (de)

## Empire allemand

Corps d'armée de la Wehrmacht, ici un stand KG

Étant donné que jusqu'à la Première Guerre mondiale, en temps de paix, les formations au-dessus du niveau du corps (armée, groupe d'armées) ne sont pas connues et que le corps est dirigé directement par le commandant militaire, le KG jouit d'une position exceptionnelle dans la structure militaire et étatique; Entre autres choses, ils ont droit à la loi immédiate avec l'empereur allemand, notamment parce qu'ils sont également censés agir en tant qu'«ambassadeurs» de l'armée au sein de la société. Les généraux commandants sont généralement le grade de général de l'infanterie, de la cavalerie ou de l'artillerie.

## Suisse
En Suisse, le chef d'un corps s'appelle un commandant de corps.

## Dans d'autres pays
Dans les forces armées américaines, les généraux qui dirigent une grande formation ou un commandement sont appelés général commandant. Dans l'armée britannique la désignation correspondante est officier général commandant, dans les instances de commandement supérieurs de l'armée officier général commandant en chef. La désignation du poste est indépendante de cela et est celle de commandant en chef, de général commandant ou de commandant.
Dans les forces armées françaises, il n'y avait pas et il n'y a pas de terme comparable pour un tel poste. Le comparatif «Chef de corps» n'est que le nom général du commandant de tout corps de troupe.